# Billum Station
Billum Station er en dansk jernbanestation i stationsbyen Billum i Vestjylland.
Billum Station ligger ved Varde-Nørre Nebel Jernbane, der drives af GoCollective.    